# Raid ottoman sur les îles Baléares de 1501
Le raid ottoman sur les Îles Baléares a eu lieu en 1501, sous le commandement de l'amiral Ottoman Kemal Reis. Ce raid a été combiné avec des attaques sur la Sardaigne et Pianosa (près de l'île d'Elbe).
Lors de ce raid, un marin espagnol a été capturé en possession d'une carte précoce de Christophe Colomb.